# Capillas (Palencia)
Capillas (auch: Capillas de Campos) ist ein nordspanisches Dorf und Hauptort einer Gemeinde (municipio) mit 72 Einwohnern (Stand: 2024) in der Provinz Palencia in der Autonomen Gemeinschaft Kastilien-León. 

## Lage und Klima
Capillas liegt in der Region Tierra de Campos auf der kastilischen Hochebene in einer Höhe von ca. 755 m. Die Provinzhauptstadt Palencia befindet sich mit ihrem Stadtzentrum etwa 45 Kilometer (Fahrtstrecke) östlich.
Das Klima im Winter ist durchaus kalt, im Sommer dagegen warm bis heiß; die eher spärlichen Regenfälle (ca. 486 mm/Jahr) fallen überwiegend im Winterhalbjahr.

## Bevölkerungsentwicklung
| Jahr      | 1970 | 1981 | 1991 | 2001 | 2011 | 2021 |
| --------- | ---- | ---- | ---- | ---- | ---- | ---- |
| Einwohner | 186  | 172  | 160  | 105  | 88   | 72   |

## Sehenswürdigkeiten

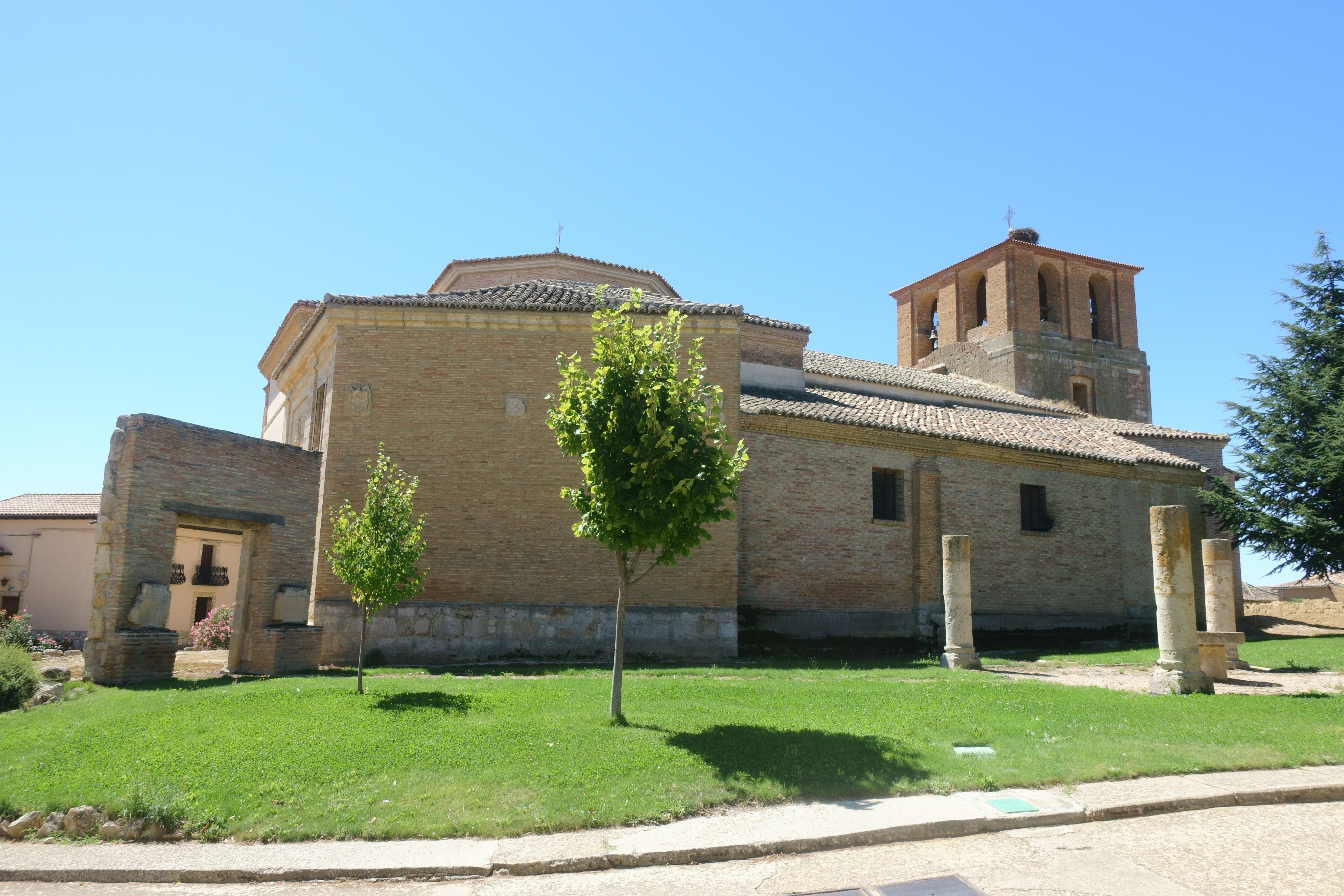
Augustinuskirche
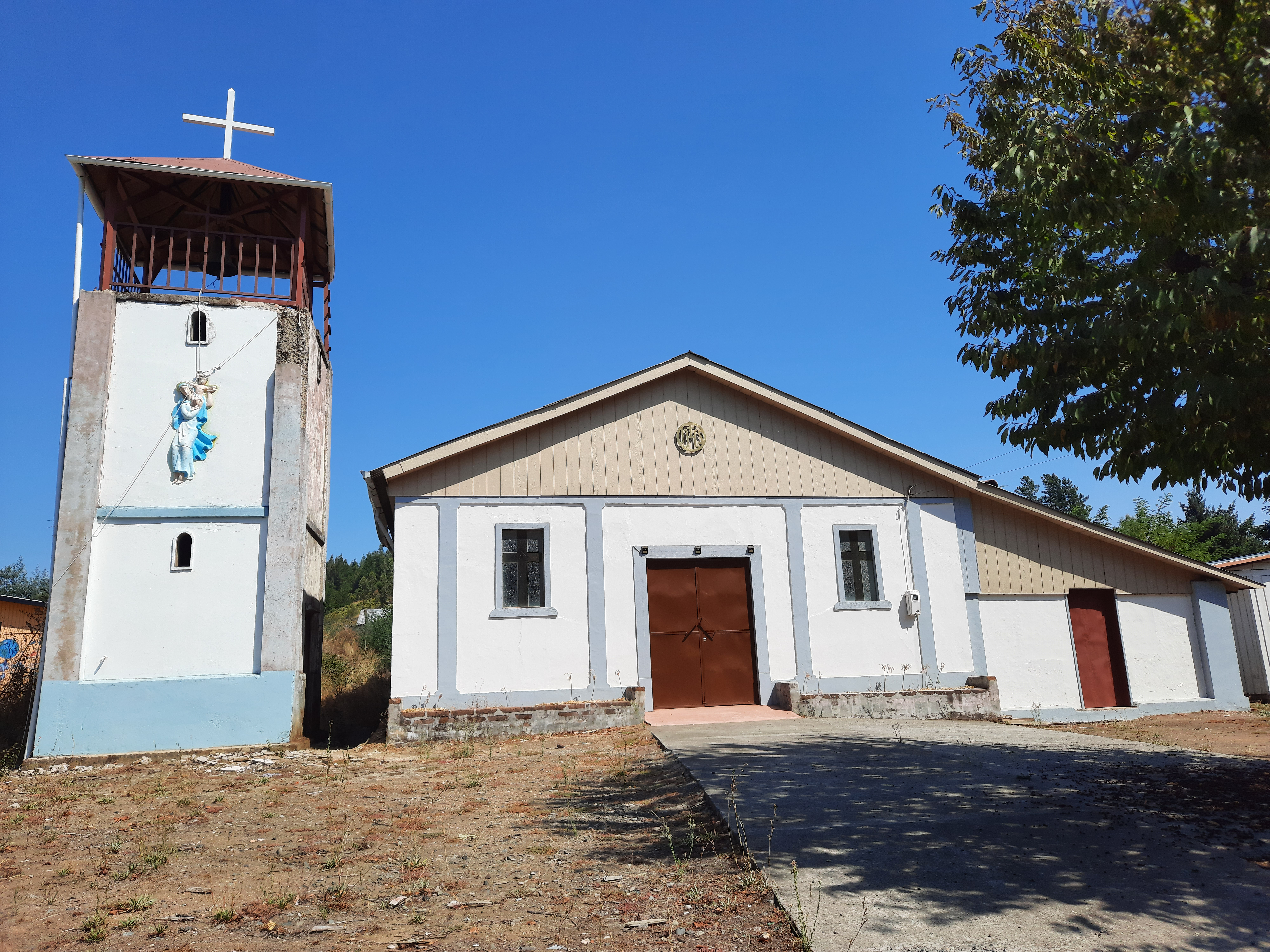
Isidorkapelle
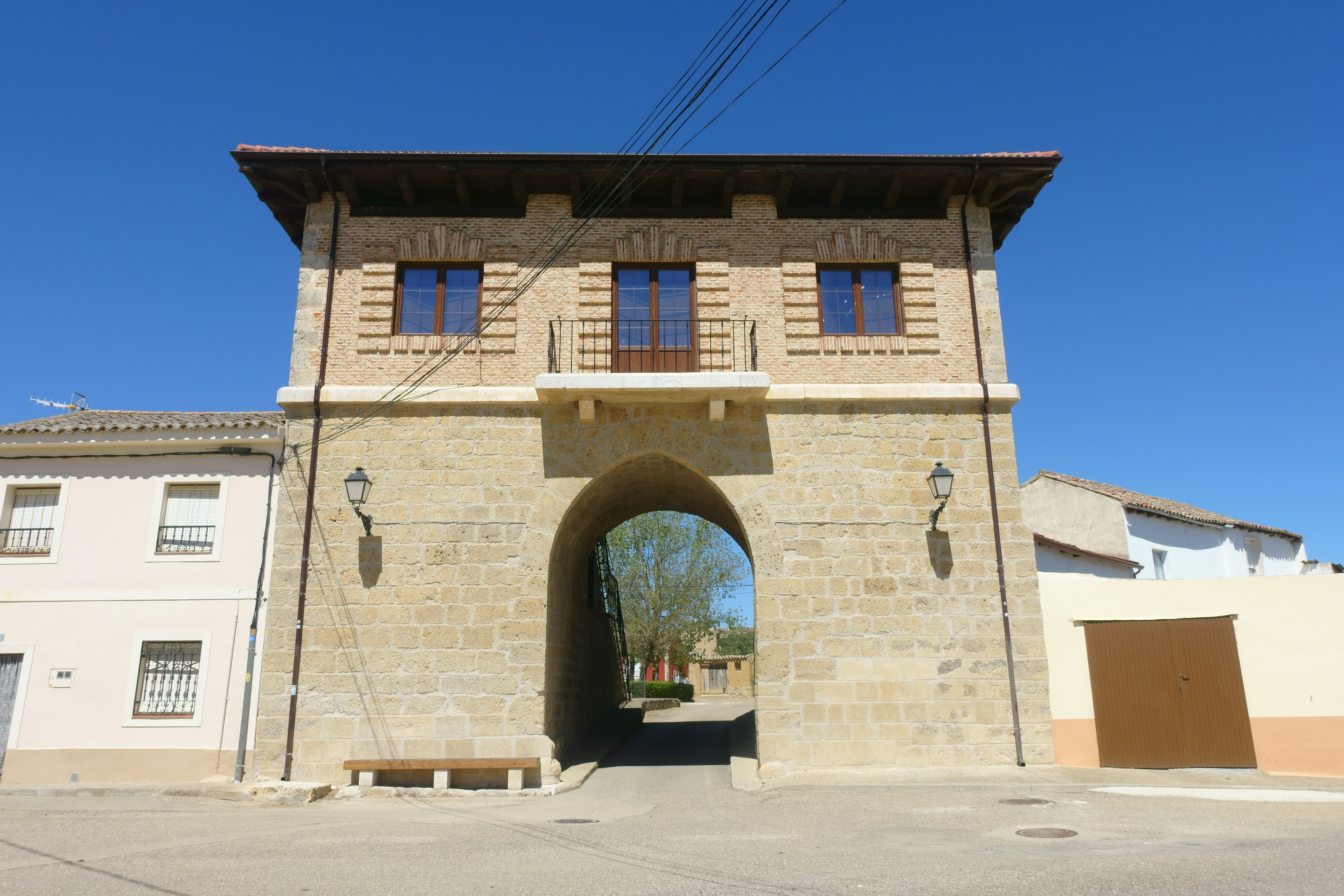
Rathaus

- Augustinuskirche
- Isidorkapelle
- Rathaus

## Persönlichkeiten
- Francisco Blanco de Salcedo (1512–1581), Bischof von Orense (1556–1565) und von Málaga (1565–1574) sowie Erzbischof von Santiago de Compostela (1574–1581)